# Стинкешень
Стинкешень, Стинкешені (рум. Stâncășeni) — село у повіті Васлуй в Румунії. Входить до складу комуни Войнешть.
Село розташоване на відстані 255 км на північний схід від Бухареста, 23 км на південний захід від Васлуя, 71 км на південь від Ясс, 129 км на північ від Галаца.

## Населення
За даними перепису населення 2002 року у селі проживали 228 осіб, усі — румуни. Усі жителі села рідною мовою назвали румунську.